# Fjodor

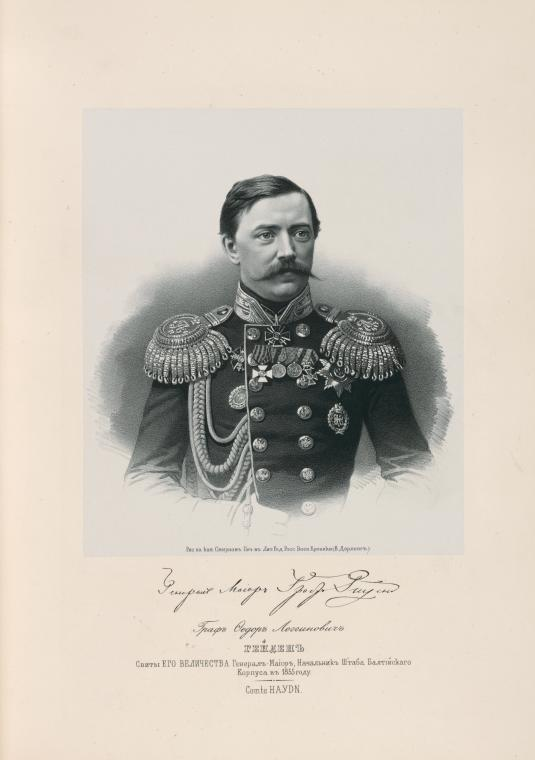
Fjodor Heiden.

Fjodor är ett mansnamn. Det är den ryska varianten av Teodor. Det ursprungliga grekiska Θεόδωρος skrevs på äldre ryska Ѳеодоръ, men när kyrilliska bokstaven Ѳ (th, av grekiska theta, avskaffades genom ryska stavningsreformen 1917) smälte samman med Ф (f, av grekiska fi), uppstod dagens form Фёдор.
Bland kända personer med namnet finns:
- Fjodor I, tsar av Ryssland 1585–1598
- Fjodor II, tsar av Ryssland 1605
- Fjodor III, tsar av Ryssland 1676–1682
- Fjodor Abramov, rysk författare
- Fjodor Dostojevskij, rysk författare
- Fjodor Heiden (1821–1900), greve och rysk general
- Fjodor Tiuttjev, rysk poet
- Lennart Eriksson, "Fjodor", basist i Ebba Grön

## Fiktiva
- Lars Fjodor Axelsson, seriefigur i serietidningen 91:an